# Ollendorf
Ollendorf est une commune allemande de l'arrondissement de Sömmerda, Land de Thuringe.

## Géographie
Ollendorf est fondé sur le Rossenbach dont la source proche est appelée Heilsborn, sur le versant ouest de l'Ettersberg.
| Udestedt/Eckstedt | Markvippach   | Ballstedt         |
| Großmölsen        | Ollendorf     | Berlstedt         |
|                   | Niederzimmern | Ottstedt am Berge |

Ollendorf est situé au carrefour de deux anciennes routes commerciales : une route du sel du nord au sud de Bad Frankenhausen à Nuremberg et la Via Regia d'est en ouest.

## Histoire
Les premiers habitants s'installent au Paléolithique.
Ollendorf est mentionné pour la première fois dans un régeste daté de 822 à 842 dans le Codex Eberhardi.
Jusqu'en 1518, le Wasserburg appartient à la maison de Gleichen. La maison d'Utzberg le remet en 1532 à la ville d'Erfurt. En 1692, il brûle et est rebâti comme une simple ferme deux ans après. Lors de sa retraite après la Bataille de Leipzig en 1813, Napoléon y fait étape.
Pendant la Seconde Guerre mondiale, 95 militaires internés et femmes de Pologne, d'Union Soviétique, de Yougoslavie et d'Italie sont contraints à des travaux agricoles.

## Personnalités
- Kurt Gustav Zunkel (1886 - 1934), politicien membre du NSDAP, est né à Ollendorf.
- Thomas A. Seidel, théologue évangéliste et historien, vicaire à Ollendorf de 1986 à 1988.

## Source de la traduction
- (de) Cet article est partiellement ou en totalité issu de l’article de Wikipédia en allemand intitulé « Ollendorf » (voir la liste des auteurs).